# Moulin Lhoist
De Moulin Lhoist (ook: Moulin de Booze) is een watermolen op de Bolland, in de tot de Belgische gemeente Blegny behorende plaats Barchon, gelegen aan Rue du Meunier 35.
Deze middenslagmolen fungeerde als korenmolen.

## Geschiedenis
Op deze plaats stond reeds een molen vóór 1800. Tegenwoordig is de watertoevoer afgesneden.

## Gebouw
Het molengebouw is van baksteen. Het brede middenslagrad en de maalinrichting zijn nog aanwezig, bestaande uit twee steenkoppels en een haverpletter.